# Nelson Vails
Nelson Beasley Vails (nascido em 13 de outubro de 1960) é um ex-ciclista olímpico estadunidense. Representou sua nação nos Jogos Olímpicos de Verão de 1984, em Los Angeles, onde conquistou uma medalha de prata na prova de velocidade.